# Wes Anderson
Wesley Wales Anderson (1. svibnja 1969., Houston, Teksas, -) američki je filmski redatelj. Njegovi filmovi poznati su po izbjegavanju realizma i oslanjanju na stilizirane, umjetne svjetove u kojima žuta (pastelna) boja igra značajnu ulogu, dok su mu likovi uglavnom nesavršeni i neprilagođeni. Anderson se često oslanja na upečatljiv izbor glazbe, skrivene reference na stip junaka Charlieja Browna te obiteljske teme.
Njegovi filmovi donijeli su renesansu karijere komičara Billa Murrayja, koji je za film Tajkun iz Rushmora osvojio nagradu Filmske udruge kritičara New Yorka te nominaciju za Zlatni globus. Andersonov prijatelj Owen Wilson pomogao mu je napisati scenarije za njegova prva četiri filma. Anderson je nominiran za četiri Oscara: za najbolji izvorni scenarij (Obitelj čudaka), najbolji film (Hotel Grand Budapest), najboljeg redatelja (Hotel Grand Budapest) te najbolji animirani film (Fantastični gospodin Lisac).

## Filmografija
- 1996. - Provalnici diletanti
- 1998. - Tajkun iz Rushmorea
- 2001. - Obitelj čudaka
- 2004. - Panika pod morem
- 2007. - Hotel Chevalier
- 2007. - Darjeeling d.o.o.
- 2009. - Fantastični gospodin Lisac
- 2012. - Kraljevstvo izlazećeg mjeseca
- 2013. - Castello Cavalcanti
- 2014. - Hotel Grand Budapest
- 2018. - Pseći otok

## Vanjske poveznice
- Wes Anderson u internetskoj bazi filmova IMDb-u (engl.)
- Profil na Guardianu